# Eucalyptus obconica
Eucalyptus obconica là một loài thực vật có hoa trong Họ Đào kim nương. Loài này được Brooker & Kleinig mô tả khoa học đầu tiên năm 1994.